# 薩爾蒙布魯克 (康乃狄克州)
薩爾蒙布魯克（英語：Salmon Brook）是位於美國康乃狄克州哈特福縣的一個人口普查指定地區。

## 地理
薩爾蒙布魯克的座標為41°57′13″N 72°47′21″W / 41.95361°N 72.78917°W，而該地最高點為海拔高度66米（即215英尺）。

## 人口
根據2010年美國人口普查的數據，薩爾蒙布魯克的面積為7.80平方千米，當中陸地面積為7.80平方千米，而水域面積為0.00平方千米。當地共有人口2324人，而人口密度為每平方千米297人。